# ScreaM Records
ScreaM Records (em coreano:  스크림 레코즈) é um selo EDM estabelecido pela gravadora sul-coreana SM Entertainment em 2016.

## História
Em 2016, o produtor executivo da SM Entertainment,  Lee Soo-man, apresentou o selo ScreaM Records durante a apresentação SMTOWN: New Culture Technology, realizado no SM Town Coex Artium. De acordo com Lee, a gravadora pretendia expandir o chamado "ver e ouvir a performance" para "aproveitar a performance juntos". A gravadora também foi projetada para "promover a música" por meio de colaborações com DJs globais de EDM, produtores e vários artistas na Coreia do Sul e exterior.
A ideia por trás da criação da ScreaM Records foi feita por Lee Seo-kyung, um ex-funcionário da SM A&R no exterior. Anteriormente, Lee havia trabalhado nos singles "View" (2015) do Shinee e "4 Walls" (2015) do f(x), que incorporaram o gênero deep house ao K-pop pela primeira vez. Em entrevista ao crítico musical Lee Dae-hwa, Lee Seo-kyung comentou que ScreaM Records havia sido planejado como um selo que abrangesse toda a música eletrônica, mas foi dito que a palavra "EDM" foi usada para expressá-la em termos empáticos.

## Artistas
- DJ Hyo
- Ginjo
- IMLAY (2017–presente)[6]

## Discografia
| Lançamento   | Título                                    | Artista                                           | Tipo           | Formato             | Língua             | Ref.   |
| ------------ | ----------------------------------------- | ------------------------------------------------- | -------------- | ------------------- | ------------------ | ------ |
| 6 de maio    | "Wave"                                    | R3hab, Amber, & Luna                              | Single digital | Download, streaming | Coreano            | [ 7 ]  |
| 23 de maio   | "I Just Wanna Dance (Kago Pengchi Remix)" | Tiffany                                           | Single digital | Download, streaming | Inglês             | [ 8 ]  |
| 2 de outubro | "Heartbeat"                               | Amber & Luna (feat. Ferry Corsten & Kago Pengchi) | Single digital | Download, streaming | Coreano e inglês   | [ 9 ]  |
| 7 de outubro | "Years"                                   | Alesso & Chen                                     | Single digital | Download, streaming | Coreano e mandarin | [ 10 ] |

| Lançamento     | Título                   | Artista                          | Tipo               | Formato             | Língua           | Ref.   |
| -------------- | ------------------------ | -------------------------------- | ------------------ | ------------------- | ---------------- | ------ |
| 30 de junho    | "Decalcomanie"           | IMLAY & Sik-K                    | Single digital     | Download, streaming | Coreano          | [ 11 ] |
| 21 de agosto   | SHURAI                   | IMLAY                            | Extended play (EP) | Download, streaming | Coreano e inglês | [ 12 ] |
| 22 de setembro | Daylight & Cerulean High | IMLAY                            | Single             | Download, streaming | Inglês           | [ 13 ] |
| 20 de outubro  | Power (Remixes)          | Exo                              | Extended play (EP) | Download, streaming | Coreano          | [ 14 ] |
| 17 de novembro | "Atmosphere"             | Juncoco & Advanced (feat. Ailee) | Single digital     | Download, streaming | Inglês           | [ 15 ] |

| Lançamento      | Título           | Artista             | Tipo           | Formato             | Língua           | Ref.   |
| --------------- | ---------------- | ------------------- | -------------- | ------------------- | ---------------- | ------ |
| 23 de fevereiro | "Notorious"      | TraxX & LIP2SHOT    | Single digital | Download, streaming | Coreano e inglês | [ 16 ] |
| 30 de março     | "You"            | Ginjo (feat. Angel) | Single digital | Download, streaming | Inglês           | [ 17 ] |
| 18 de abril     | Sober            | HYO                 | Single digital | Download, streaming | Coreano e inglês | [ 18 ] |
| 13 de novembro  | "Punk Right Now" | HYO & 3LAU          | Single digital | Download, streaming | Coreano e inglês | [ 19 ] |

| Lançamento      | Título                   | Artista              | Tipo           | Formato             | Língua           | Ref.   |
| --------------- | ------------------------ | -------------------- | -------------- | ------------------- | ---------------- | ------ |
| 23 de fevereiro | Punk Right Now (Remixes) | HYO & 3LAU           | Single digital | Download, streaming | Inglês           | [ 20 ] |
| 20 de julho     | "Badster"                | HYO                  | Single digital | Download, streaming | Coreano e inglês | [ 21 ] |
| 2 de agosto     | "The Only"               | Raiden (feat. Irene) | Single digital | Download, streaming | Coreano          | [ 22 ] |

| Lançamento      | Título                                            | Artista                                    | Tipo               | Formato             | Língua           | Ref.   |
| --------------- | ------------------------------------------------- | ------------------------------------------ | ------------------ | ------------------- | ---------------- | ------ |
| 19 de fevereiro | Dystopia                                          | IMLAY                                      | Extended play (EP) | Download, streaming | Coreano e inglês | [ 23 ] |
| 8 de maio       | iScreaM Vol. 1 : Kick It (Remixes)                | NCT 127                                    | Single digital     | Download, streaming | Coreano          | [ 24 ] |
| 12 de maio      | "Yours"                                           | Raiden & Chanyeol (feat. Lee Hi & Changmo) | Single digital     | Download, streaming | Coreano          | [ 25 ] |
| 31 de maio      | "The Riot"                                        | Ginjo (feat. Ten & Xiaojun)                | Single digital     | Download, streaming | Inglês           | [ 26 ] |
| 19 de junho     | iScreaM Vol. 2 : Ridin' (Remixes)                 | NCT Dream                                  | Single digital     | Download, streaming | Coreano          | [ 27 ] |
| 22 de julho     | "Dessert"                                         | Hyo (feat. Loopy & Soyeon)                 | Single digital     | Download, streaming | Coreano          | [ 28 ] |
| 31 de julho     | iScreaM Vol. 3: Naughty (Demicat Remix)           | Red Velvet - Irene & Seulgi                | Single digital     | Download, streaming | Coreano          | [ 29 ] |
| 28 de agosto    | iScreaM Vol. 4: 1 Billion Views (Mar Vista Remix) | Exo-SC (feat. Moon)                        | Single digital     | Download, streaming | Coreano          | [ 30 ] |
| 29 de setembro  | iScreaM Vol. 5: Criminal (Remixes)                | Taemin                                     | Single digital     | Download, streaming | Coreano          | [ 31 ] |
| 17 de dezembro  | iScreaM Vol. 6 : Make A Wish / 90's Love (Remix)  | NCT                                        | Single digital     | Download, streaming | Coreano          | [ 32 ] |

| Lançamento     | Título                                  | Artista            | Tipo               | Formato             | Língua           | Ref.   |
| -------------- | --------------------------------------- | ------------------ | ------------------ | ------------------- | ---------------- | ------ |
| 27 de março    | iScream Vol. 7: Don't Call Me (Remixes) | Shinee             | Single digital     | Download, streaming | Coreano e inglês | [ 33 ] |
| 23 de abril    | iScream Vol. 8: Bambi (Remixes)         | Baekhyun           | Single digital     | Download, streaming | Coreano e inglês | [ 34 ] |
| 10 de junho    | iScream Vol. 9: Hot Sauce (Remixes)     | NCT Dream          | Single digital     | Download, streaming | Coreano e inglês | [ 35 ] |
| 9 de agosto    | "Second"                                | Hyo featuring Bibi | Single digital     | Download, streaming | Coreano e inglês | [ 36 ] |
| 14 de setembro | iScream Vol. 10: Next Level (Remixes)   | Aespa              | Single digital     | Download, streaming | Coreano e inglês | [ 37 ] |
| 11 de outubro  | Love Right Back                         | Raiden             | Extended play (EP) | Download, streaming | Coreano          | [ 38 ] |
| 15 de outubro  | iScream Vol. 11: Queendom (Remix)       | Red Velvet         | Single digital     | Download, streaming | Coreano          | [ 39 ] |
| 1 de novembro  | iScream Vol. 12: Bad Boy (Remixes)      | Red Velvet         | Single digital     | Download, streaming | Coreano          | [ 40 ] |
| 30 de dezembro | iScream Vol. 13: Sticker (Remixes)      | NCT 127            | Single digital     | Download, streaming | Coreano          | [ 41 ] |

| Lançamento      | Título                                 | Artista           | Tipo               | Formato                 | Língua           | Ref.   |
| --------------- | -------------------------------------- | ----------------- | ------------------ | ----------------------- | ---------------- | ------ |
| 24 de fevereiro | iScream Vol. 14: Peaches (Remixes)     | Kai               | Single digital     | Download, streaming     | Coreano e inglês | [ 42 ] |
| 28 de abril     | iScream Vol. 15: INVU (Remixes)        | Taeyeon           | Single digital     | Download, streaming     | Coreano e inglês | [ 43 ] |
| 16 de maio      | Deep                                   | Hyo               | Extended play (EP) | CD, download, streaming | Coreano e inglês | [ 44 ] |
| 21 de junho     | iScream Vol. 16: Glitch Mode (Remixes) | NCT Dream         | Single digital     | Download, streaming     | Coreano e inglês | [ 45 ] |
| 23 de setembro  | iScream Vol. 17: Deep (Remixes)        | Hyo               | Single digital     | Download, streaming     | Coreano e inglês | [ 46 ] |
| 21 de outubro   | iScream Vol. 18: Girls (Remixes)       | Aespa             | Single digital     | Download, streaming     | Coreano e inglês | [ 47 ] |
| 17 de novembro  | iScreaM Vol. 19: FOREVER 1 (Remixes)   | Girls' Generation | Single digital     | Download, streaming     | Coreano e inglês | [ 48 ] |

| Lançamento      | Título                                              | Artista | Tipo           | Formato             | Língua           | Ref.\\ |
| --------------- | --------------------------------------------------- | ------- | -------------- | ------------------- | ---------------- | ------ |
| 6 de janeiro    | iScream Vol. 20: Forever Only (Remix)               | Jaehyun | Single digital | Download, streaming | Coreano e inglês | [ 49 ] |
| 17 de fevereiro | iScreaM Vol. 21: 2 Baddies (Remixes)                | NCT 127 | Single digital | Download, streaming | Coreano e inglês | [ 50 ] |
| 17 de março     | iScreaM Vol. 22: 28 Reasons / Los Angeles (Remixes) | Seulgi  | Single digital | Download, streaming | Coreano e inglês | [ 51 ] |
| 14 de abril     | iScreaM Vol.23 : Phantom (Remixes]                  | WayV    | Single digital | Download, streaming | Coreano e inglês |        |

## Festivais e concertos
- Spectrum Dance Music Festival[52]
- ShowMe[53]